# Ветрогенератор
Ветрогенераторът е устройство, което преобразува кинетичната енергия от движението на въздушните маси над земната повърхност в електрическа енергия, т.е. използва вятърна енергия за производството на електричество. Ветрогенераторът е в основата на изграждането на вятърни електроцентрали и ветропаркове, разполагащи с много на брой електрически генератори и произвеждащи за потребителите значително количество електрическа енергия. Изключителните предимства са в това, че са екологично чисти и използват възобновяема енергия.
Движението на въздушните маси – вятър, е предизвикано от топлината на Слънцето и движението на Земята. Въздухът задвижва ротор със специална конструкция или въздушен винт като силов агрегат на ветро-енергийното съоръжение, в резултат на разликата в налягането върху повърхностите на витлата. Въртенето им води до директно производство на механична енергия, която може да се превърне в електрическа с помощта на електрогенератор. Етапи при изграждане на автономните системи:
- – етап на предварително оразмеряване според специфичните изисквания на клиента за захранваща мощност, работна площ и др;
- – определяне на оптималната топология (схема) на автономната система;
- – определяне на оптимален ценови вариант;
- – изграждане на поддържаща конструкция, включващо стриктно спазване на монтажните изисквания;
- – монтиране на генератори – присъединяване на проводници и апаратура и включване към потребителската мрежа, спазвайки мерките за безопасност при монтаж и експлоатация;
- – обучение за работа със системата;
- – поддръжка.

## Класификация

### Според оста на въртене
- С вертикална ос на въртене.  Вятърните турбини с вертикална ос (VAWT) са тихи, икономични, перфектни и ефикасни за жилищно производство на енергия. Те имат ниска ефективност, работят при по-ниски ветроскорости, по-лесни са за обслужване и не изискват устройства за насочване към посоката на въздушния поток. Използват се където посоката на вятъра е силно променлива. Електрическите генератори са разположени в основата на ветрогенератора, което значително поевтинява конструкцията и монтажа ѝ.
- С хоризонтална ос на въртене. Вятърните турбини с хоризонтална ос (HAWT) са често използвани за производство на по-голяма електрическа мощност. Те са далеч по-ефективни в сравнение с вятърните турбини с вертикална ос. Характерни особености:

 - монтират се върху кула, която позволява във височина поставянето на голямо и мощно витломоторно задвижване;
– вятърната турбина е насочена по посоката на вятъра;
 - витлата имат високо-ефективен аерординамичен профил, подобен на самолетно крило; 
Малките турбини се насочват по посока на вятъра чрез работния режим на ветропоказател. 
Големите турбини имат относително бавна скорост на въртене. Витлата са корави, което ги прави устойчиви от поривите на силни ветрове. Размерите на въздушния винт и формата на кулата се конструират така, че да се увеличава ефективността и да се избягва турбуленцията създадена от кулата. 

### Според принципа им на действие
- Вятърни турбини, работещи на принципа на съпротивлението срещу тласкащата сила на въздушния поток. При задвижването им се използва различния коефициент на съпротивлението оказван на протичащия флуид от изпъкналата или вдлъбната площ на ротора на въздушната турбина. Роторът на турбините е вертикален и е съставен от две или три цилиндрични полукръгли или бъбрековидни лопати с голяма обтичана повърхност. Оста на въртене е перпендикулярна на посоката на флуида. Конструкциите на подобни ветрогенератори може условно да се определят като:

- каруселни-към неработната част на лопатките се закрепва преграда или се ориентират с ребро срещу вятъра; 
- роторни с ротационни платна – има механизъм, който винаги определя оптимално положение на платното спрямо вятъра;
- барабанни – те са с хоризонтална ос на въртене, перпендикулярна на посоката на вятъра. 
- Въздушен винт, превръщащ енергията на въздушния поток в механична енергия, като се използва неговата аеродинамичната форма. Това е най-масово използваният ветрогенератор и върху усъвършенстването на конструкцията му са насочени усилията на производителите на възобновяема енергия. Поставени на подходящо място, с подобни съвременни ветрогенератори се развива мощност до 3500 hp и се произвеждана електроенергия до 3MW. Характерни особености:

– аеродинамичната форма на профила на въздушния винт (най-често плоско-изпъкнал), създава подемната сила и неговото въртеливото движение от обтичащия въздушнен поток в резултат на разликата в налягането от двете страни на плоскостите на винта;
– оста на въртене е хоризонтална;
– плоскостта на въртене е перпендикулярна на посоката на вятъра;
– по броя на лопатките се делят на:
– бавноходови- Z ≤ 2
– бързоходни Z ≥ 2 (от1 до 3)
- Ветрогенератори с ротори, с комбинирано действие – оказващи съпротивление на насрещния въздушен поток и създаващи подемна сила от специалната си форма. Особености:

 - пример за такова техническо решение е конструкцията на турбините със Савониов ротор 
 - роторът им е съставен от две или три полукръгли или бъбрековидни лопатки със значителна повърхност;
 - вътрешните краища на лопатките достигат до средата на ротора. Те пропускат въздушния поток, като действието на турбината е оказване на съпротивление за създаване на сили за завъртане, а така също и подемна сила от специфичния профил близък да аеродинамичния;
 - оста на въртене е перпендикулярна на посоката на вятъра.

## Присъединяване на ветрогенераторите към мрежата
Едната от технологиите използва асинхронен генератор, като скоростта на въртене се фиксира чрез честотата на мрежата. Генераторът може да бъде свързван директно към мрежата, но по-често се използва честотен преобразувател. Мощните електронни преобразуватели в сравнение с мощността на ветрогенератора са по-добри при управление на енергията.
Друг подход е използването на асинхронен двойно възбуждан генератор. При тази схема статорът е директно свързан с мрежата, а роторът с преобразувателя. Диапазонът на изменение на скоростта е около +-30% от синхронната скорост. Недостатък е наличието на контактни четкови пръстени в ротора.
За малки мощности и автономни системи са предпочитани генераторите с постоянни магнити.